# ヴァシリー・シナイスキー
ヴァシリー・セラフィモヴィチ・シナイスキー（ロシア語: Васи́лий Серафи́мович Сина́йский；ラテン文字転写：Vassily Serafimovich Sinaisky、 1947年4月20日 コミ共和国 - ）は、ロシアの指揮者、ピアニスト。

## 経歴
1947年、ロシア・ソビエト連邦社会主義共和国コミ共和国のインタ(Инта)で生まれた。レニングラード音楽院にてイリヤ・ムーシンに指揮法を師事し、モスクワ・フィルハーモニー管弦楽団でキリル・コンドラシンの助手として指揮活動に入った。1973年に西ベルリンのカラヤン・コンクールで金メダルを受賞した。
1991年から1996年までモスクワ・フィルハーモニー管弦楽団の首席指揮者を務めた。また、ラトビア国立交響楽団の首席指揮者やオランダ・フィルハーモニー管弦楽団の首席客演指揮者も務めている。ロシア国立交響楽団（ソ連国立交響楽団の後身）の音楽監督にも任命され、2002年まで在任した。1996年からBBCフィルハーモニックの首席客演指揮者を務め、定期的にプロムスにも参加している。ボリショイ劇場の首席客演指揮者、音楽監督（2010年 - 2013年）も務めたことがある。ウェールズ・ナショナル・オペラとは、チャイコフスキーのオペラ『イオランタ』をたびたび上演しており（一度プロムスでも取り上げられた）、また『ムツェンスク郡のマクベス夫人』の公演も指揮した。近年はイングリッシュ・ナショナル・オペラで『カルメン』や『ばらの騎士』の公演を指揮して、高い評価を勝ち得ている。2007年1月から2011年までマルメ交響楽団の首席指揮者、2020年から2024年までヤナーチェク・フィルハーモニー管弦楽団の首席指揮者を務めた。
録音では、シャンドス・レコーズと契約してBBCフィルハーモニックを指揮し、バラキレフやリャードフ、シュレーカー、シマノフスキ、シチェドリンの作品を取り上げており、またショスタコーヴィチの映画音楽シリーズという企画にも取り組んでいる。

## 2022年ロシアのウクライナ侵攻の影響
2022年2月28日に4日前に起こったロシアのウクライナ侵攻について、首席指揮者を務めるチェコのヤナーチェク・フィルハーモニー管弦楽団の公式サイトで「何千人もの人々に悲しみと悲劇をもたらすだけの、主権国家への卑劣な侵略であるように感じる」と、ロシア側を非難する声明を出した。自らの祖父がウクライナ人であり、ウクライナの指揮者や作曲家との親交などを通じ、ウクライナ人の祖国に対する愛情や「純粋で、力強く、明るい性格」を感じているという。
同年6月3日、サンクトペテルブルクフィルハーモニー管弦楽団は同月4日に予定していたコンサートを中止した。楽団はシナイスキーの健康上の理由であるとしている。同時に、同年5月31日にテレグラムチャンネル「Культурный фронт Z(Cultural Front Z)」が「Охота на ведьм(魔女狩り)」というハッシュタグをつけて、シナイスキーを「ろくでなし」「自ら非難する国で金儲けを続けている」などと非難する投稿をしていたことも報じられた。投稿者は、サンクトペテルブルクフィルハーモニー交響楽団の共同出資者であるロスネフチ会長のイーゴリ・セーチンに「公演の中止」を促すよう訴え、複数のメディアがシナイスキーを非難する報道を行った。公演中止発表後、投稿者は閲覧者に「応援してくれてありがとう」と感謝しているという。